# Contamination (film, 1980)
Pour les articles homonymes, voir Contamination.
Pour plus de détails, voir Fiche technique et Distribution.
Contamination est un film italo allemand réalisé par Luigi Cozzi, sorti en 1980.

## Synopsis
Un cargo accoste le port de New York. Phénomène étrange : il semble ne pas y avoir d'équipage. Quatre policiers montent à bord et font une macabre découverte. Les hommes sont entièrement déchiquetés et d'étranges œufs visqueux jonchent le sol. Voulant examiner ces objets maléfiques de plus près, trois des policiers vont exploser en effleurant leur surface. Le survivant, aidé par des agents fédéraux, décide de trouver l'origine de cette menace. Il y a urgence, la contamination est déjà mondiale.

## Fiche technique
- Titre : Contamination
- Réalisation : Luigi Cozzi
- Scénario : Luigi Cozzi et Erich Tomek
- Production : Claudio Mancini et Ugo Valenti
- Musique : Goblin
- Photographie : Giuseppe Pinori
- Montage : Nino Baragli
- Décors : Massimo Antonello Geleng
- Costumes : Tiziana Mancini
- Pays d'origine : Italie, Allemagne de l'Ouest
- Format : Couleurs - 1,85:1 - Mono - 35 mm
- Genre : Horreur, science-fiction
- Durée : 95 minutes
- Dates de sortie : 2 août 1980 (Italie), 15 juillet 1981 (France)
- Film interdit aux moins de 12 ans lors de sa sortie en France

## Distribution
- Ian McCulloch : le commandant Ian Hubbard
- Louise Marleau : le colonel Stella Holmes
- Marino Masè : le lieutenant Tony Aris
- Siegfried Rauch : Hamilton
- Gisela Hahn : Perla de la Cruz
- Carlo De Mejo : l'agent Young
- Carlo Monni : le docteur Turner

## Autour du film
- Le tournage s'est déroulé en Colombie, en Floride et à New York.
- Dans une interview présentée sur le DVD américain édité par Blue Underground, le réalisateur déclare qu'il voulait Caroline Munro pour le rôle principal, mais qu'on lui a imposé Louise Marleau. Les producteurs lui auraient également imposé Ian McCulloch, seul acteur disponible de L'Enfer des zombies, qui venait de remporter un certain succès[1].